# Der steinerne Reiter
Der steinerne Reiter ist eine 1922 entstandene deutsche Stummfilm-Ballade von Fritz Wendhausen mit Rudolf Klein-Rogge in der Hauptrolle.

## Handlung
Die Geschichte beginnt mit einer Rahmenhandlung: Irgendwo in Europa im Mittelalter. An einem lauen Frühlingstag wird in einem Bergdorf mit einem ausgelassenen Fest eine Hochzeit gefeiert. Ein alter Mann, ein Balladensänger, zeigt auf eine verwitterte Steinskulptur, die einem Reiter gleicht. Dann erinnert er die Anwesenden, dass es einst in dieser Gegend dramatische Konsequenzen haben konnte, eine Hochzeit zu feiern. Denn es gab „das Recht der ersten Nacht“. Der Alte beginnt die Geschichte des Herrn vom Berge zu erzählen. Dieser über alles gebietende Burgherr residierte mit seinen Gefolgsleuten auf seiner mächtigen Festung und gebot mit eiserner Hand über die Bauern des Dorfes und das einfache Volk im Tal. 
Als im Dorf eine Hochzeit ausgerichtet werden sollte, kam der Burgherr majestätisch dahergeritten, griff kurzerhand nach der Braut und pochte auf sein Recht, mit selbiger die erste Nacht zu verbringen. Der Bräutigam zeigte sich jedoch nicht bereit, seinem Lehnherrn dieses Recht einzugestehen und wollte sich auf ihn stürzen. Beim Versuch, den adeligen Despoten niederzustechen, traf er jedoch versehentlich seine Braut und tötete sie. Dies führte zu einer Kettenreaktion, denn nun wollte sich die Schwester der Toten, die Hirtin, die in der Gestalt des Burgherrn das Böse in persona vorausahnte und aus diesem Grund den Feierlichkeiten nicht beiwohnte, an dem Verursacher allen Unglücks blutig rächen. Am Totenbett der geliebten Schwester gab sie einen heiligen Schwur ab. Der junge Jägersmann, der heimlich in die Hirtin verliebt war, versuchte sie von ihrem unheilvollen Plan abzuhalten. Doch die Hirtin ging stur ihrer Absicht nach und begab sich auf den Weg zum Schloss, einem finsteren, asymmetrischen und gewölbeartigen Bau mit verwinkelten Gängen und Treppen. Dort wollte sie ihre mörderische Tat vollenden.
Als sie, den Dolch bereits in der Hand, den Burgherrn vor sich sieht, gramgebeugt und mit Tränen des Schmerzes in den Augen, wendeten sich ihre Gefühle zum besseren. Im Lauf der Zeit wurde aus blinder Hass ebensolche Liebe, und das Paar plante seine eigene Hochzeit. Der Jägersmann hatte derweil, getrieben von Eifersucht, die Dörfler aufgerufen, mit ihm die Burg zu erstürmen, um den Despoten ein für alle Mal loszuwerden und ihn seiner gerechten Strafe zuzuführen. Währenddessen fand hoch droben die Hochzeit des Burgherrn und der Hirtin statt. Als einer seiner Vasallen seine Braut unsittlich berührte, kochte im Burgherrn das Blut hoch, und er warf seine gesamte Gefolgschaft kurzerhand aus dem Saal. Der Bauernpöbel war derweil dabei, Burggraben und Zugbrücke zu überwinden und stürmte ins Innere der Festung. Der Burgherr geriet kurz darauf in ihre Hände und wurde in eine Hütte verbracht, des Dorfes persönlicher Gefangene. Nichts ahnend vom Sinneswandel der Hirtin, wurde diese vom Dorfvolk für ihren vermeintlichen schlauen Plan, den Despoten in Sicherheit zu wiegen und einzulullen, gefeiert.
In bunter Tracht feierte die vermeintliche Heldin des arbeitenden Volkes mit den Ihren den Sturz des Tyrannen. Am nächsten Tag sollte den Burgherrn sein „gerechtes Urteil“ erwarten. Man gedachte, ihn kurzerhand zu ermorden. Die Hirtin aber schlich sich heimlich von den Jubelfeierlichkeiten fort, begab sich zur Hütte und befreite ihren Liebsten, den Burgherrn. Dann ritten beide rasch davon. Doch der Jäger war misstrauisch geworden und folgte ihr. An einer Wegstelle stellte er sich den beiden entgegen. Vor die Wahl gestellt, entschied sich die Hirtin, beim Burgherr zu bleiben. „Lieber verdammt mit ihm als allein selig!“ Der Jäger war wie vom Donner gerührt. Das ungleiche Paar ritt davon, dabei wurde der Jäger gestoßen und stürzte in den Abgrund. Bei der Flucht zur Trutzburg setzte plötzlich ein Gewitter ein. Die Fliehenden wurden von einem Blitz getroffen, der den Burgherrn und die Hirtin versteinern ließ. 

## Produktionsnotizen
Der von Mai bis August 1922 auf dem Freigelände von Neubabelsberg gedrehte Film passierte die Zensur am 16. Januar 1923 und wurde erstmals am 23. Januar 1923 im Uraufführungstheater Kurfürstendamm zu Berlin gezeigt. Der Fünfakter besaß eine Länge von 1978 Metern.
Die Bauten und Kostüme entwarf Heinrich Heuser, Karl Vollbrecht setzte die Kulissen nach Heusers Vorgaben um. Die Ausstattung übernahm Erich Kettelhut.
Der steinerne Reiter ist sowohl vom Filmexpressionismus als auch vom filmischen Naturalismus bestimmt, was durchaus kritisch kommentiert wurde. Lotte H. Eisner bemerkte dazu in ihrem Werk Die dämonische Leinwand: “Nie wieder wird in einem der expressionistischen Filme die Einheit zwischen Dekor, Spiel und Kostümwirkung erreicht, die in CALIGARI bei Krauss und Veidt zu finden war. Dies ist vielleicht besonders in Fritz Wendhausens Film DER STEINERNE REITER (1923) zu spüren; hier steht der von Werndorff [sic!] geschaffene expressionistische Dekor in einem abstrusen Widerspruch zu dem naturalistischen Körpergebaren der Darsteller”. Wenige Seiten später legte sie noch einmal nach: “Vielleicht begreift man auch angesichts des GOLEM die Fehler eines Films wie DER STEINERNE REITER von Fritz Wendhausen. Ein mitunter reizvoller expressionistischer Dekor steht nicht im Einklang mit der naturalistischen Körperhaltung der Darsteller, und der Regisseur hat es nicht verstanden, die hier so stark fühlbare Inkongruenz durch Lichtwirkungen zu verwischen.”

## Kritiken
Die zeitgenössische Presse und spätere Kritiker reagierten recht uneinheitlich auf den Film, die Tendenz war jedoch eher ablehnend. Nachfolgend eine kleine Auswahl:

„Eine echt deutsche Sage in unverfälscht volkstümlichem Gewande … Man kann den Stil etwa mit ‘volkstümlichem Impressionismus’ bezeichnen (…) Immer und überall tritt echt deutsches Volkstum zutage. Der ganze Film ist sozusagen aus der deutschen Volksseele herausgeschweißt.“

„„Der steinerne Reiter“ knüpft an eine Lokalsage an. Man weiß, wie Lokalsagen zustande kommen. Irgendwo steht ein Fels von sonderbarer Form. Die Phantasie macht eine Gestalt daraus, aus der Gestalt eine Geschichte. Sehr selten sind diese Gestalten originell, noch seltener ergiebig. Sie entspringen einem Spiel der Phantasie. (…) Sehr selten sind diese Sagen wirklich volkstümlich. Sie entstammen zumeist Chronisten- oder Fremdenführergeschwätz. Sie gehen auf das Kuriose aus, nichts aufs Menschliche …  Ihr Gewand ist meist mittelalterlich. Aber Mittelalter ist ein weiter und vager Begriff. Darum ist auch das Gefüge vage und, ausgestaltet, unglaubhaft.“

„Diese Beleuchtung von unten oder von der Seite her, die bestimmte leuchtende Linien, Bänder oder größere Flächen herausholt, übermäßig unterstreicht und sie abrupt mit dem Dunkel zusammenstoßen läßt, wird für den expressionistischen Film charakteristisch. In Fritz Wendhausens STEINERNEM REITER zum Beispiel wandeln derartige Lichtbänder Dekorationsdetails zu glitzernden Arabesken.“

„Nach einer Idee von Thea von Harbou hat F. Wendhausen die alte Ballade und Volkssage „Der steinerne Reiter“ (1923) verfilmt. Die expressionistischen Dekorationen und Bauten haben die romantische Balladenstimmung gänzlich zerschlagen, so daß dieser Film geradezu ein Mißerfolg wurde.“